# Storico ribelle
Lo Storico ribelle, noto anche come Bitto storico, è un formaggio lombardo, conosciuto anche come formaggio "della Val del Bitt". È un presidio Slow Food prodotto nelle Alpi Orobie in modo artigianale con uno specifico disciplinare.
Viene prodotto esclusivamente nei mesi estivi sugli alpeggi; le caratteristiche del formaggio sono condizionate dalle qualità di erbe consumate dalle bovine lattifere e dall'aggiunta del latte di capra. Il Bitto storico può essere conservato e stagionato per oltre dieci anni.
I produttori vendono il loro formaggio al Consorzio Salvaguardia Bitto Storico, che si occupa poi della vendita presso la propria casera di stagionatura sita in Gerola Alta, dove è possibile acquistare il formaggio con stagionature che vanno da 70 giorni a oltre 15 anni. Il Bitto storico acquistato presso il centro è presidio Slow Food.

## Storia
La tecnica di lavorazione del Bitto storico si fa risalire ai Celti che, dopo essere stati cacciati dalla pianura, trovarono rifugio in Valtellina. Esperti pastori e casari, per conservare e trasferire le proprietà nutritive del latte nel tempo, iniziarono a produrre formaggi a lunga conservazione. Da allora l'usanza di allevare durante la stagione estiva gli animali da latte negli alpeggi è giunta fino ai giorni nostri e con essa la tradizione di trasformare in formaggio il latte prodotto.
Già nel 1908 i produttori del Bitto fecero un tentativo di promozione del prodotto con la costituzione della "Società di caricatori d'Alpi di Morbegno".
A partire dal 1996, quando è stata assegnata la denominazione di origine protetta al Bitto (allargando la zona di produzione e modificandone il metodo), un gruppo di produttori si è opposto alle modifiche per continuare a produrre il formaggio con il metodo tradizionale e sottolineare la differenza tra la produzione tradizionale e quella moderna.
Dal primo settembre 2016, a seguito di una lunga controversia, si è decisa la registrazione di un nuovo marchio, Storico ribelle, in modo da differenziare il prodotto dal Bitto DOP sia come disciplinare di produzione, sia come nome.

## Zone di produzione
La zona di produzione del Bitto Storico comprende una delimitata area sulle prealpi Orobie, prevalentemente nella provincia di Sondrio, ma in piccola parte in quella di Bergamo e quella di Lecco.
Le principali valli di produzione sono quelle di Gerola Alta e Albaredo per San Marco, le cosiddette valli del Bitto.

## Aspetto e gusto
Si presenta in forme cilindriche piatte di diametro tra i 30 e i 50 cm e di altezza da 8 a 12 cm. La crosta è sottile e di colore giallo nelle forme di stagionatura fino a 6 mesi e più spessa e color giallo intenso nelle forme di stagionatura più lunga (da 1 a 3 anni, ma si danno casi in cui si conserva nella stagionatura oltre i 10 anni). La pasta è tenera, di colore leggermente paglierino e dotata di una serie di piccoli fori ("occhi"), nelle forme a breve stagionatura, più dura, di odore più penetrante e di gusto più forte e più aromatico in quelle a lunga stagionatura. L'aroma deriva dalle essenze delle erbe di cui si nutrono gli animali che pascolano nella valle. Questo formaggio inoltre si scioglie facilmente con la cottura, amalgamandosi bene al cibo cui viene mescolato ed entra così a far parte di molti piatti locali, tra i quali la "Polenta taragna" e lo Sciatt.
Il formaggio si sposa con l'accompagnamento di vini rossi sapidi, quali il Valtellina superiore Inferno, il Valtellina superiore Sassella e l'Aglianico del Vulture.

## Processo di produzione
Il Bitto Storico viene prodotto con latte di vacca appena munto, a cui va aggiunta tassativamente una percentuale di latte caprino (dal 10 al 20%), ottenuto dalla Capra Orobica o della Valgerola (razza autoctona a rischio di estinzione). La sua trasformazione dal latte appena munto avviene generalmente nelle malghe alpine (dette in dialetto calécc), trattato in capaci caldaie di rame dai cosiddetti "caricatori", cioè i pastori esperti nella preparazione del formaggio in questione, con lavorazione praticamente manuale. La salatura viene ripetuta durante la preparazione a intervalli di 2 o 3 giorni.